# Élections législatives de 1993 dans les Hautes-Alpes
Les élections législatives françaises de 1993 se déroulent les 21 et 28 mars 1993. Dans le département des Hautes-Alpes, deux députés sont à élire dans le cadre de deux circonscriptions.

## Élus
| Circonscription | Député sortant    | Parti | Parti | Député élu ou réélu | Parti | Parti |
| --------------- | ----------------- | ----- | ----- | ------------------- | ----- | ----- |
| 1re             | Daniel Chevallier |       | PS    | Henriette Martinez  |       | RPR   |
| 2e              | Patrick Ollier    |       | RPR   | Patrick Ollier      |       | RPR   |

## Positionnement des partis
Les candidats d'alliance RPR-UDF et divers droite se présentent sous la bannière de l'Union pour la France et ceux du Parti socialiste derrière l'Alliance des Français pour le Progrès. Par ailleurs, Les Verts et Génération écologie s'unissent sous l'étiquette Entente des écologistes.

## Résultats

### Résultats à l'échelle du département
| Parti          | Parti                                 | Premier tour | Premier tour | Second tour | Second tour | Sièges |
| Parti          | Parti                                 | Voix         | %            | Voix        | %           | Sièges |
| -------------- | ------------------------------------- | ------------ | ------------ | ----------- | ----------- | ------ |
|                | Rassemblement pour la République      | 21 963       | 38,65        | 17 588      | 52,34       | 2      |
|                | Union pour la démocratie française    | 5 703        | 10,04        |             |             | 0      |
|                | Union pour la France                  | 27 666       | 48,69        | 17 588      | 52,34       | 2      |
|                |                                       |              |              |             |             |        |
|                | Parti socialiste                      | 10 936       | 19,24        | 16 013      | 47,66       | 0      |
|                | Alliance des Français pour le progrès | 10 936       | 19,24        | 16 013      | 47,66       | 0      |
|                |                                       |              |              |             |             |        |
|                | Les Verts                             | 4 415        | 7,77         |             |             | 0      |
|                | Entente des écologistes               | 4 415        | 7,77         |             |             | 0      |
|                |                                       |              |              |             |             |        |
|                | Front national                        | 5 621        | 9,89         |             |             | 0      |
|                | Parti communiste français             | 4 836        | 8,51         | 0           |             |        |
|                | Divers écologiste dont LT-LNÉ         | 2 738        | 4,82         | 0           |             |        |
|                | Divers dont PLN                       | 511          | 0,90         | 0           |             |        |
|                | Extrême gauche                        | 103          | 0,18         | 0           |             |        |
|                |                                       |              |              |             |             |        |
| Inscrits       | Inscrits                              | 85 775       | 100,00       | 47 940      | 100,00      | 2      |
| Abstentions    | Abstentions                           | 25 387       | 29,6         | 12 002      | 25,04       |        |
| Votants        | Votants                               | 60 388       | 70,4         | 35 938      | 74,96       |        |
| Blancs et nuls | Blancs et nuls                        | 3 562        | 5,9          | 2 337       | 6,5         |        |
| Exprimés       | Exprimés                              | 56 826       | 94,1         | 33 601      | 93,5        |        |

### Résultats par circonscription

#### Première circonscription (Gap)
| Candidat       | Candidat                  | Parti          | Premier tour | Premier tour | Second tour | Second tour |  |
| Candidat       | Candidat                  | Parti          | Voix         | %            | Voix        | %           |  |
| -------------- | ------------------------- | -------------- | ------------ | ------------ | ----------- | ----------- |  |
|                | Henriette Martinez élue   | RPR            | 8 890        | 27,3         | 17 588      | 52,34       |  |
|                | Daniel Chevallier sortant | PS (ADFP)      | 8 410        | 25,83        | 16 013      | 47,66       |  |
|                | Jean-Claude Chappa        | UDF (CDS)      | 5 703        | 17,51        |             |             |  |
|                | Martine Lelièvre-Maaziz   | FN             | 3 057        | 9,39         |             |             |  |
|                | Christine Roux            | Les Verts (EÉ) | 2 646        | 8,13         |             |             |  |
|                | Jean-Jacques Ferrero      | PCF            | 2 544        | 7,81         |             |             |  |
|                | Henri Royer               | LT-LNÉ         | 699          | 2,15         |             |             |  |
|                | Jacques Daudon            | Divers         | 364          | 1,12         |             |             |  |
|                | Daniel Masse              | PLN            | 147          | 0,45         |             |             |  |
|                | Jean-Pierre Blache        | Extrême gauche | 103          | 0,45         |             |             |  |
|                |                           |                |              |              |             |             |  |
| Inscrits       | Inscrits                  | Inscrits       | 47 940       | 100,00       | 47 940      | 100,00      |  |
| Abstentions    | Abstentions               | Abstentions    | 13 536       | 28,24        | 12 002      | 25,04       |  |
| Votants        | Votants                   | Votants        | 34 404       | 71,76        | 35 938      | 74,96       |  |
| Blancs et nuls | Blancs et nuls            | Blancs et nuls | 1 841        | 5,35         | 2 337       | 6,5         |  |
| Exprimés       | Exprimés                  | Exprimés       | 32 563       | 94,65        | 33 601      | 93,5        |  |

#### Deuxième circonscription (Briançon)
|                | Patrick Ollier sortant réélu | RPR (UPF)         | 13 073 | 53,88  |  |  |  |
|                | Vanessa Bickers-Garcia       | FN                | 2 564  | 10,57  |  |  |  |
|                | Belkacem Boussouar           | PS (ADFP)         | 2 526  | 10,41  |  |  |  |
|                | Bernard Faure-Brac           | PCF               | 2 292  | 9,45   |  |  |  |
|                | Hervé Gasdon                 | Les Verts (EÉ)    | 1 769  | 7,29   |  |  |  |
|                | Michel Marin                 | Divers écologiste | 1 489  | 6,14   |  |  |  |
|                | Alain Dimatteo               | LT-LNÉ            | 550    | 2,27   |  |  |  |
|                |                              |                   |        |        |  |  |  |
| Inscrits       | Inscrits                     | Inscrits          | 37 835 | 100,00 |  |  |  |
| Abstentions    | Abstentions                  | Abstentions       | 11 851 | 31,32  |  |  |  |
| Votants        | Votants                      | Votants           | 25 984 | 68,68  |  |  |  |
| Blancs et nuls | Blancs et nuls               | Blancs et nuls    | 1 721  | 6,62   |  |  |  |
| Exprimés       | Exprimés                     | Exprimés          | 24 263 | 93,38  |  |  |  |